# ФК Локомотив 1929 (Мездра)
Вижте пояснителната страница за други значения на Локомотив.
 За отбора, участвал в А ПФГ вижте ПФК Локомотив (Мездра).  
 За другия отбор със същото име вижте ФК Локомотив 2012 (Мездра).  
ФК „Локомотив 1929“ (Мездра) е български футболен отбор от Мездра.
Основан е през 2011 г. През 2012/13 година участва в Северозападна В АФГ. Преди началото на сезон 2016/17 се отказва от участие в А ОФГ Враца, с което на практика е закрит.
На 30 март 2013 г. Локомотив 1929 (Мездра) е временно спрян от участие в първенството, заради санкция на ФИФА и неяснота относно наличието на приемственост между този клуб и отказалия се от участие след миналия сезон и бивш участник в А ФГ Локомотив (Мездра).
Санкцията е свързана именно с неизплатени задължения към играчи на този клуб. От страна на „Локомотив 1929“ (Мездра) е подадена жалба, пледираща, че този клуб и „старият“ „Локомотив“ (Мездра) не са свързани. До изчакване на окончателното произнасяне на ФИФА по случая мачовете на „Локомотив 1929“ по програма са отлагани и отборът е включен и в жребия за 1/2 финалите за Купата на Аматьорската футболна лига, в която също все още участва. На 18 април 2013 г. жалбата на „Локомотив 1929“ (Мездра) срещу първоначалното решение е окончателно отхвърлена от ФИФА и ЗС на БФС – Велико Търново е принуден да извади отбора от групата. Причината за това е, че преди началото на сезона „Локомотив 1929“ се е обединил с „Локомотив“. Резултатите му до този момент се зачитат, а на противниците му в отложените до окончателното решение на казуса и оставащите срещи до края на сезона се присъждат служебни победи с 3:0. .